# Jannick de Jong
Jannick de Jong (ur. 7 czerwca 1987 w Drachten) – holenderski żużlowiec, występujący również na długim torze i na trawie.

## Osiągnięcia
Największe osiągnięcia:
- czterokrotny medalista indywidualnych mistrzostw świata na długim torze: złoty (2015) oraz trzykrotnie srebrny (2013, 2014, 2016),
- sześciokrotny medalista drużynowych mistrzostw świata na długim torze: dwukrotnie złoty (2013, 2016) oraz czterokrotnie srebrny (2008, 2009, 2011, 2014),
- pięciokrotny medalista indywidualnych mistrzostw Europy na torze trawiastym: trzykrotnie złoty (2013, 2014, 2015), srebrny (2011) oraz brązowy (2012),
- dziesięciokrotny medalista indywidualnych mistrzostw Holandii na torze trawiastym: siedmiokrotnie złoty (2006, 2007, 2011, 2013, 2014, 2015, 2016), srebrny (2012) oraz dwukrotnie brązowy (2008, 2010),
- siedmiokrotny złoty medalista indywidualnych mistrzostw Holandii na torze żużlowym (2004, 2006, 2007, 2008, 2009, 2011, 2014)[1].